# Анненков, Владимир Иванович
Влади́мир Ива́нович А́нненков (1831—1897 или 1898[уточнить]) — действительный статский советник, председатель Харьковского, затем Самарского окружного суда. Сын декабриста Ивана Александровича Анненкова и Прасковьи Анненковой, урождённой Полины Гебль.

## Биография
Родился в 1831 году, во время сибирской ссылки декабриста Ивана Александровича Анненкова, в посёлке при Петровском заводе. У Владимира Ивановича было три сестры и три брата.
Учился в Тобольской гимназии, где преподавал Пётр Павлович Ершов. Как сын государственного преступника Владимир не имел возможности поступить в университет. Он начал службу в должности канцелярского писца. В 1850 году он состоял в штате Тобольского губернского правления, ему был присвоен чин коллежского регистратора. В 1851 года Анненков получил должность помощника столоначальника Тобольского губернского правления, затем в Тобольском губернским суде, после чего назначен столоначальником в уголовном отделении Тобольского суда. В 1856 году Анненков стал «смотрителем заведений Тобольской экспедиции о ссыльных с одновременным исполнением обязанностей секретаря казённой палаты».
В честь коронации императора Александра II в 1856 году был выпущен «высочайший манифест», амнистирующий ссыльных декабристов. Семья Анненковых получает право покинуть Сибирь, но не имеет права поселиться в Санкт-Петербурге или Москве; они переселяются в родовое имение Ивана Александровича в Нижегородской губернии.
В Нижнем Новгороде Владимир Иванович получил должность чиновника по особым поручениям при губернаторе и чин коллежского секретаря. В 1858 году он назначен уездным судьёй, с 1860 года — судебным следователем в Нижегородской губернии. Работал преимущественно над экономическими преступлениями, наносящими вред государственной казне. Расследуя дело о подделке кредитных билетов, раскрыл подпольную мастерскую, за что получил премию 150 рублей серебром. Позже, раскрыв ещё банду фальшивомонетчиков, получил премию 300 рублей серебром и был произведён в чин надворного советника.
В 1867—1868 годах был назначен членом комиссии по расследованию крупных растрат казённой соли и казённого железа. За участие в работе комиссии Анненков был награждён орденом Святого Станислава 2 степени и назначен губернским прокурором Нижегородского окружного суда.
Назначен председателем Харьковского окружного суда. После смерти отца хотел оставить службу и поселиться в имении, но согласился на новое назначение.
Назначен председателем Самарского окружного суда 14 августа 1878 года, где и прослужил до 27 октября 1898 года.
В 1878 году его назначили председателем Самарского окружного суда. Переезд в Самару ознаменовался для Владимира Ивановича трагедией — от скарлатины умерли его жена, сын и дочь. Но всё же он нашёл в себе силы жить для оставшихся троих детей.
В Самаре Владимир Иванович нашёл общий язык и с коллегами, и с творческой интеллигенцией, и с либерально настроенной самарской молодёжью. Его дочь Мария впоследствии писала в воспоминаниях: «Наш дом часто посещали молодые люди — судебные следователи, присяжные поверенные, и так далее. Отец любил молодые свежие мысли…, а молодые люди с интересом слушали рассказы отца о декабристах». Сам Анненков не был «поднадзорным», но как сын декабриста и человек, на квартире которого собирались политически активные личности, он был занесён жандармами в перечень лиц «привлекавшихся к дознанию о государственных преступлениях, поднадзорных, политически неблагонадёжных»[уточнить].
В 1892 году принял на работу в суд Владимира Ульянова — сначала помощником поверенного, затем поверенным — несмотря на отсутствие у того законченного высшего юридического образования.
Владимир Анненков, наверное, вопреки идеалам родителей, стал видным деятелем пореформенной судебной системы царизма, но сторонником прогрессивных либеральных взглядов. Этот либерализм в начале XX века быстро трансформировался в ярую приверженность местных судейских программе партии конституционных демократов.
Умер в Самаре 27 октября 1897 года. Похороненен в родовом имении Анненковых близ села Скачки Пензенской губернии.

## Награды
- орден Святого Владимира 3 степени
- орден Святого Станислава 1 степени
- орден Святой Анны 1 степени